# Тонецца-дель-Чимоне
Тонецца-дель-Чимоне (итал. Tonezza del Cimone) — коммуна в Италии, располагается в провинции Виченца области Венеция.
Население составляет 620 человек (2008 г.), плотность населения составляет 44 чел./км². Занимает площадь 14 км². Почтовый индекс — 36040. Телефонный код — 0445.
Покровителем коммуны почитается святой апостол Иаков Старший, празднование 25 июля.
В коммуне имеется храм святого Христофора.

## Демография
Динамика населения:

## Администрация коммуны
- Официальный сайт: http://www.comune.tonezzadelcimone.vi.it/